# Plutarchia dichogama
Plutarchia dichogama är en ljungväxtart som först beskrevs av José Cuatrecasas, och fick sitt nu gällande namn av Herman Otto Sleumer. Plutarchia dichogama ingår i släktet Plutarchia och familjen ljungväxter. Inga underarter finns listade i Catalogue of Life.